# Remix '98
Remix '98 è un EP del rapper italiano Kaos, pubblicato nel 1998.

## Descrizione
Contiene i remix di tre brani tratti dal primo album in studio Fastidio (1996) e il remix di Quando vengo a prenderti, brano originariamente presente nella colonna sonora del film Torino Boys. Un ulteriore remix di questo brano verrà inserito nel secondo album di Kaos, L'attesa (1999).

## Tracce
Lato A
1. Quando vengo a prenderti RMX
2. Per la vita RMX
3. Quando vengo a prenderti RMX (instrumental)

Lato B
1. Solo per un giorno RMX
2. Il codice RMX
3. Solo per un giorno RMX (instrumental)